# João José Pereira Júnior
João José Pereira Junior (Funchal, 8 de junho de 1823 - Rio de Janeiro, 24 de abril de 1896) foi o primeiro e único comendador, barão e visconde do Socorro.
Nasceu em Funchal na Ilha da Madeira, filho do escrivão João José Pereira e Constança Cardoso Pereira. Chegou ao Brasil ainda adolescente.
Conheceu Carlota Edwiges de Areias, sobrinha do Visconde de Inhaúma, com a qual se casou formando uma família ilustre.
Tornou-se um homem de negócios no Rio de Janeiro e em São Paulo, sendo destacado como um dos fundadores da Real e Benemérita Associação Portuguesa de Beneficência em 1859.
Em 1880, se torna um dos acionistas da Estrada de Ferro Sorocabana, assessorando o presidente da Sorocabana nessa época, Francisco de Paula Mayrink.
Devido aos inestimáveis serviços prestados a colônia portuguesa no Brasil, o rei Carlos I de Portugal lhe concedeu em 20 de setembro de 1890 o título de de comendador e Barão do Socorro. Um ano depois seu título foi elevado a Visconde do Socorro.
No dia 8 de dezembro de 1893 torna-se presidente da Sorocabana, onde ratitifica a fusão entre a Sorocabana e a Companhia Ytuana de Estradas de Ferro, dando origem a Companhia União Sorocabana e Ituana (CUSI). Pereira Junior foi o primeiro presidente da Sorocabana a idealizar o ramal Mairinque- Santos, para que a Sorocabana pudesse concorrer com a São Paulo Railway (detentora até então do único acesso ferroviário ao porto de Santos) que cobrava fretes altíssimos para transportar cargas entre as lavouras do interior ao Porto de Santos.
O governo imperial chegou a dar concessão para a Sorocabana construir seu ramal para o litoral com privilégio para 60 anos de uso. Devido aos problemas financeiros da Sorocabana, somente muitos anos depois foi aberto o ramal Mairinque Santos da Sorocabana, que acabou com o monopólio inglês.
Pereira Junior deixou o cargo de presidente da Sorocabana em 1 de março de 1895, sendo que faleceu pouco tempo depois em 24 de abril de 1896